# Долгоруков, Михаил Борисович
Князь Михаил Борисович Долгоруков († после 1633) — воевода в Смутное время и во времена правления Михаила Фёдоровича. Рюрикович в XXII колене, из княжеского рода Долгоруковы.
Сын князя Бориса Васильевича Долгорукова. Имел братьев: окольничего князя Григория Борисовича и князя Андрея Борисовича, а также сестру княжну Федосью — жена Петра Никитича Шереметьева.

## Биография
Присягнул Лжедмитрию I. Дворянин московский, на свадьбе Лжедмитрия I с Мариной Мнишек упомянут в числе поезжан (08 мая 1606). Потерпел поражение под Козельском от царских войск под предводительством Измайлова и Пушкина (1607).
Участник обороны Москвы (1608), за что получил вотчину. Воевода в Белёве (1614-1615), во время осады города Лисовским бежал (1 октября 1615).
Его вместе с другими воеводами судили за сдачу городов, в которых, по оценкам бояр, «сидеть… было мочно», и «боярин князь Дмитрий Михайлович Пожарский со всеми людьми стоял близко, и от него помощи ждать было мочно».
«И октября в 5 день бояре приговорили воевод, которые городы покинули, князя Михаила Долгоруково, Петра Бунакова, Семена Глебова, Данила Яблочкова за воровство и за измену, сказав им воровство их, и измену бить кнутом по торгом и казнить смертью».
Им прочли приговор, исповедовали, били кнутом, но в последний момент помиловали в связи со смертью матери царя Михаила.
По росписи обороны Москвы, назначен защищать укрепления, от Фроловских до Покровских ворот (09 сентября 1618). Воевода в Тюмени (1623-1624). Дворянин московский (1627-1629), исполнял различные дворцовые службы: при приёмах и отпусках послов, для бережения столицы в отсутствие Государя, объезжий голова и нередко приглашался к столу Государя (1626-1633).
Владел поместьями в Оболенском уезде.
Сыновья: Стольник князь Матвей и Стряпчий князь Иван Михайловичи.

## Критика
П.В. Долгоруков в "Российской родословной книге" показывает его умершим († 1623), а П.Н. Петров в своём труде "История родов русского дворянства" показывает умершим († 1629). Оба сообщения неверны, так как он упомянут ещё (1633).